# بشقابی ترکمنستانی
بشقابی ترکمنستانی، بشقابی خراسانی (نام علمی: Scutellaria litwinowii) نام یک گونه از سرده بشقابی است.